# Operação Lamantin
Operação Lamantin (em francês:  Opération Lamantin) foi uma intervenção militar pela França entre dezembro de 1977 a julho de 1978 em nome do governo mauritano em sua guerra contra guerrilheiros saarauis da Frente Polisario que visavam independência para o Saara Ocidental. Os ataques aéreos foram lançados nas províncias, porém os resultados da operação não foram significativos. A França usou aeronaves de combate Jaguar da base aérea de Dakar. Os bombardeios foram direcionados a rota ferroviária das minas de ferro em Zouerat a costa de Nouadhibou, que foram obstruídas pela Polisario.
O desastroso desempenho na guerra foi um dos principais motivos para que as forças armadas da Mauritânia depusessem o presidente mauritano Moktar Ould Daddah em 1979 e para um cessar-fogo imediato com a Polisario. A Mauritânia posteriormente se retirou do Saara Ocidental em 1979 e reparou as relações com seus vizinhos saarauis e passou a reconhecê-los em 1984.

## Antecedentes
O Saara Ocidental foi uma colônia espanhola até 1975 e continuaram sendo a última província colonial da África. Uma guerra eclodiu entre Marrocos e o movimento de libertação nacional saaraui, a Frente Polisário, que proclamou a República Árabe Saaraui Democrática com um governo no exílio em Tindouf, na Argélia. A França, que juntante com a antiga potência colonial (Espanha), apoiou a aquisição do Saara Ocidental, apoiou o regime de Mokhtar Ould Daddah, que eles instalaram como presidente da Mauritânia no final da era colonial em 1960. Tanto a Mauritânia quanto o Marrocos foram abastecidos com o novo equipamento militar e generosa ajuda econômica para que pudessem manter seu controle sobre o território. Os franceses treinaram o exército mauritano e assumiram posições importantes na economia. Posteriormente a Mauritânia aliou-se à Argélia para controlar a oposição crescente de Marrocos. Mas, durante 1974, realinharam sua posição e supostamente fizeram um acordo secreto com o rei do Marrocos. Isso finalmente levou a um acordo em 1975 que dividiu o Saara espanhol para a Mauritânia e Marrocos.

## Operação Lamantin
Em dezembro de 1977, o presidente Giscard d'Estaing ordenou que a Força Aérea Francesa fosse implantada na Mauritânia e começasse a bombardear as colunas da Polisario com napalm, depois que técnicos franceses foram levados como prisioneiros de guerra em uma incursão da Polisario nas minas de ferro de Zouerate, o bem econômico mais precioso da Mauritânia (estes mais tarde seriam libertados ilesos).
A França usou aeronaves de combate Jaguar da base aérea de Dakar.  Os bombardeios foram direcionados a rota ferroviária das minas de ferro em Zouerat a costa de Nouadibou, que foram obstruídas pela Polisario. O regime de Ould Daddah entretanto se mostrou incapaz  de afastar a guerrilha, e o seu desastroso desempenho na guerra foi um dos principais motivos para a decisão das Forças Armadas de Mauritânia para derrubá-lo um ano depois e instituir um cessar-fogo imediato com a Polisario. A Mauritânia posteriormente se retirou do Saara Ocidental em 1979 e reparou relações com seus vizinhos saarauis (a Mauritânia reconheceu a República Árabe Saaraui Democrática em 1984), que continuou a luta contra o Marrocos.